# Epepeotes nitidus
Epepeotes nitidus är en skalbaggsart som först beskrevs av Aurivillius 1924.  Epepeotes nitidus ingår i släktet Epepeotes och familjen långhorningar. Inga underarter finns listade i Catalogue of Life.